# حجي أكبر عبد الغفور
حجي أكبر عبد الغفور هو مواطن صيني، معتقل إداريًا خارج نطاق القانون في معتقل غوانتانامو الأمريكي في كوبا.
ولد في عام 1973 في ينينغ في الصين. وهو واحد من 22  معتقل أويغوري في غوانتانامو، اعتقلوا لسنوات عديدة على الرغم من عدم توجيه تهمة لهم. بعد مثوله للمحاكمة في عام 2008، أعلن القاضي أن احتجازه غير مشروع، وأمر بإطلاق سراحه في الولايات المتحدة. تم إطلاق سراحه في 18 أغسطس 2011، بعد أن قضى في غوانتانامو تسع سنوات وشهرين. في ديسمبر 2013 تم نقله إلى سلوفاكيا.

## وصلات خارجية
- من غوانتانامو إلى الولايات المتحدة: قصة المعتقلين الأويغوريين ظلمًا، أندي ورثينجتون 9 أكتوبر 2008.